# Yorobodi
Yorobodi è una città e sottoprefettura della Costa d'Avorio appartenente al dipartimento di Sandégué. Conta una popolazione di 16 708 abitanti (censimento 2014).